# Juan Bautista Blanes
Juan Bautista Blanes fue un matemático e ingeniero de minas español de la segunda mitad del siglo XVIII.
Natural de Alcoy, algunos piensan que en realidad es de Valencia. Sobresalió como aritmético y pasó a México como agrimensor, y perito en minas titulado por el Real Tribunal de la Minería, ocupando la dirección de la mina de Rayas. Según Felipe de Zúñiga y Ontiveros, además era en 1792 "director y maestro de la Academia de Aritmética y Álgebra por la Real y Pontificia Universidad".
Publicó Método nuevo de resolver los problemas de proporción por ecuaciones algebraicas; Tablas para resolver los problemas de la trigonometría (México, 1784); Formulario para entrar en las minas a tomar los datos para la mejor dirección y resolución de problemas (México). A estas obras añade José Toribio Medina Tablas preparatorias generales que manifiestan los valores intrínsecos de los granos de oro de peso antiguo, los de los dineros y granos de ley de plata, sus reales derechos y valores líquidos (Guadalajara). También se conserva manuscrito un Formulario, relación y resolución de los triángulos rectángulos, que se ofrecen en las medidas de minas y nivelaciones [...] los datos que aparecen en las respectivas columnas. Dispuesto y ordenado por Don Juan
Bautista Blanes director y maestro de la academia de aritmética y álgebra, como también agrimensor titulado por Su
Majestad, y perito facultativo de minería, con examen y aprobación del Real Tribunal de nueva creación año de 1784. En la Biblioteca Nacional de España se conserva además manuscrito su Tratado sobre medidas de tierras y agua.
Habla de él Fuster en su Biblioteca valenciana y Fernández de Navarrete en su Biblioteca marítima española.